# Århusgadekvarteret
Århusgadekvarteret er et kvarter i Nordhavnen i København. Det afgrænses af Nordbassinet, Kronløbsbassinet, Sundkrogsgade og Kalkbrænderihavnsgade. Desuden hører øen Redmolen og den kunstige Kronløbsøen til kvarteret.
Indtil 2014 var kvarteret en del af Københavns Frihavn, men siden 2012 har det offentlige selskab By & Havn været i gang med at omdanne kvarteret til en ny bydel med en række nye gader og bygninger og ombygning af eksisterende. De første 300 beboere flyttede ind i den 30. april 2015.. I 2020 boede der mere end 2000 i kvarteret, og på sigt forventes der at komme ca. 7.000 beboere og ca. 3.000 arbejdspladser. Kvarteret er opkaldt efter en de centrale gader, Århusgade. Administrativt er Århusgadekvarteret en del ad den tilstødende bydel Østerbro, men postnummer og -distrikt er ligesom resten af Nordhavnen 2150 Nordhavn.

## Generelt
Århusgadekvarteret kan pr. 2020 nærmest betegnes som halvfærdigt. Den sydlige del omkring Sandkaj, Trelleborggade og Århusgade er stort færdig, men i den nordlige del omkring Helsinkigade og Fortkaj er der stadig flere byggepladser og afventede grunde. Desuden arbejdes der på øen Redmolen umiddelbart øst for kvarteret og den kunstige Kronløbsøen i Kronløbsbassinet udfor Fortkaj. Det er dog ikke alle bygninger, der er nye. Nogle af de gamle siloer minder således om tidligere tider men i ombygget form, som for eksempel dobbeltsiloerne Portland Towers på Göteborg Plads hvor der er blevet sat syv etager med kontorer udenpå de gamle cementsiloer. Tilsvarende ligger der en række bevaringsværdige bygninger fra frihavnens tid med navnet Den røde by, der benyttes til forskelligt erhverv. Det er meningen at nybyggeriet skal passe til Den røde by, for eksempel med forskellige røde nuancer.
Udover nybyggeriet er det især nærheden til vandet, der sætter sit præg, og det er da også det, der ikke mindst skal være med til at præge kvarteret fremover. Mod syd ligger Sandkaj således ved Nordhavnsbassinet med direkte udsigt til Marmormolen med FN Byen og kvarteret Marmorbyen, der også er dele af omdannelsen af det tidligere frihavnsområde. Mod øst adskiller Redmolenkanalen den egentlige del af Århusgadekvarteret fra Redmolen, der tidligere var en halvø. Havnefronterne ved Sandkaj og Redmolekanalen er offentligt tilgængelige, og der blandt andet anlagt en badeanstalt ved Sandkaj.
Gadenettet består af de to hovedgader Århusgade og Helsinkigade og en række mindre gader og pladser omkring de enkelte karreer og blokke. Der er ingen kollektiv trafik i selve kvarteret, men Sundkrogsgade ved siden af kvarteret betjenes af buslinje 27, mens Nordhavn st. ligger lidt for sydvest for kvarteret. I 2020 forventes en metrostation at åbne under Nordhavns Plads i tilknytning til Nordhavn st.

## Historie
Københavns Frihavn blev etableret på et inddæmmet område i 1891-1894 og senere udvidet. Baggrunden for anlægget var blandt et ønske om at fastholde transithandelen i et modtræk til den nye Kielerkanalen, der ellers kunne lede skibstrafikken fra Østersøen uden om København. Med tiden kom området desuden til at rumme forskellig industri så som Nordisk Films laboratorier på Billedvej og Riffelsyndikatets fabrik på Århusgade.
Et århundrede efter oprettelsen af frihavnen var aktiviteterne imidlertid rykket til de nyere dele af Nordhavnen længere mod nord. Det betød at Århusgadekvarteret efterhånden kunne overgå til byudvikling, hvilket blev aftalt mellem Københavns Kommune og regeringen i december 2005 og efterfølgende vedtaget ved lov af Folketinget 22. maj 2007. I 2008-2009 blev der afholdt en idekonkurrence, der resulterede i et samlet projekt for området som grundlag for den videre planlægning. 15. december 2011 vedtog Københavns Borgerrepræsentation en lokalplan for området, hvorefter det praktiske arbejde med infrastruktur, grundsalg osv. kunne gå i gang.
Generelt er det tanken, at Århusgadekvarteret og resten af Nordhavnen skal være "Fremtidens bæredygtige by". Den skal således være miljøvenlig og bæredygtig, samtidig med at trafikken primært varetages af fodgængere, cyklister og kollektiv trafik, herunder en kommende metrostation under Nordhavns Plads. Bebyggelsen skal være varieret, og bylivet skal være alsidigt med mange former for kultur, aktiviteter, cafeer og butikker. En del kommer til at ligge langs med hovedgaden Århusgade, mens andre vil vende ud mod havnefronterne, der bliver offentligt tilgængelige, så alle kan opleve, at bydelen ligger ved vandet.
Inden det kommer så vidt, er der dog en del arbejde, der skal gøres. I foråret og sommeren 2012 rykkede de første entreprenørmaskiner således ind for at rive en del bygninger ned, for at de kunne give plads til nybyggeri. Omkring to trediedele af de eksisterende bygninger fik dog lov at blive stående. En del blev dog ændret så som dobbeltsiloen ved Sandkaj, der som noget af det første i 2012-2014 blev ombygget til kontorhuset Portland Towers med nyt byggeri udenpå de gamle siloer. Andre steder skulle der imidlertid bygges nyt, og her gik grundsalget så hurtigt, at der allerede i november 2013 kunne meldes udsolgt af grunde til boligbyggeri. Det hurtige salg betød, at anlæg af gader og forsyningsledninger kom til at ske på en gang i stedet for som planlagt i etaper. De nåede dog knap nok at komme på plads, før nybyggeriet gik i gang med boligbyggeriet Havnehuset ved Århusgade som det første i 2014-2015.
Udviklingen fik også betydning for adresserne i området. I september 2012 besluttede Postdanmark således at udskille Nordhavnen i postnummeret og -distriktet 2150 Nordhavn med virkning fra 1. juni 2013. Det hidtidige 2100 København Ø dækkede i forvejen mange adresser, og med udviklingen i Nordhavnen ville der komme endnu flere til.
De nye adresser kommer blandt andet til at ligge på en række nye gader og pladser. Her ønskede Københavns Kommunes Vejnavnenævnet at følge traditionen med at give gadenavne efter et bestemt tema, i dette tilfælde internationale havnebyer for at fastholde stedets identitet som gammelt havneområde. Desuden var det tanken at omdøbe de eksisterende gader efter samme princip, idet Århusgade dog fik lov at overleve, da Aarhus som havneby i forvejen passede til temaet. Forslaget medførte dog en del protester fra folk, der ønskede at bevare de eksisterende navne, hvilket nævnet delvist imødekom, så tre andre navne også fik lov at overleve. Derudover fik 10 gader ændret navn, og der uddeltes navne til 15 nye gader og fire nye pladser. Indstillingen blev godkendt af Teknik- og Miljøudvalget 21. januar 2014 med virkning fra 1. marts 2014, idet udvalget dog ændrede den foreslåede Liverpool Plads til Nordhavns Plads.
Alle ændringer til trods var Århusgadekvarteret dog stadig formelt en del af frihavnen og som sådan afgrænset af det gamle toldgitter. I maj 2013 flyttedes toldvagten og dermed indgangen til den aktive del af havnen imidlertid fra Lüdersvej, nu Helsinkigade, til Færgehavnsvej. Indkørslen til Århusgadekvarteret flyttedes til Containervej, idet gående og cyklister dog stadig kunne bruge den hidtidige låge ved Århusgade. I løbet af foråret-sommeren 2014 blev toldgitteret flyttet, så Århusgadekvarterets status som frihavn ophørte definitivt. Desuden ændredes adgangsvejene med etablering af en ny fra Kalkbrænderihavnsgade, mens den fra Containervej erstattedes af en midlertidig vej fra Southamptongade til Sundkrogsgade. Den midlertidige vej blev dog i 2015 afløst af en midlertidig forlængelse af Helsinkigade på dens gamle plads gennem metrobyggepladsen.
31. august 2014 åbnedes Århusgadekvarteret og resten af Nordhavn officielt med en række arrangementer til lands og til vands arrangeret af By & Havn og områdets investorer. Samme dag åbnedes desuden udstillingen Himmel og hav! i af de tidligere DLG-siloer på Helsinkigade, hvor de besøgende kan få overblik over udviklingen og visionerne for området. Arrangementet havde ca. 5.000 besøgende, til trods for at skybrud fik gjort begrebet himmel og hav lidt mere bogstaveligt end tiltænkt lige den dag.
30. april 2015 flyttede de første beboere ind i Havnehuset og dermed Århuskvarteret som sådan. Resten af området bar dog stadig præg af hele 15 byggepladser, men til gengæld kunne beboerne så følge udviklingen fra første parket. Byggepladserne betyder også at enkelte pladser må vente et par år med at blive anlagt, selvom gadenettet i øvrigt var ved at være på plads i efteråret 2015. By & Havn kunne dog tillade sig at være godt tilfredse med 300 beboere i kvarteret ved udgangen af 2015 med en forventet stigning til 2.000 et år senere.